# Maffie

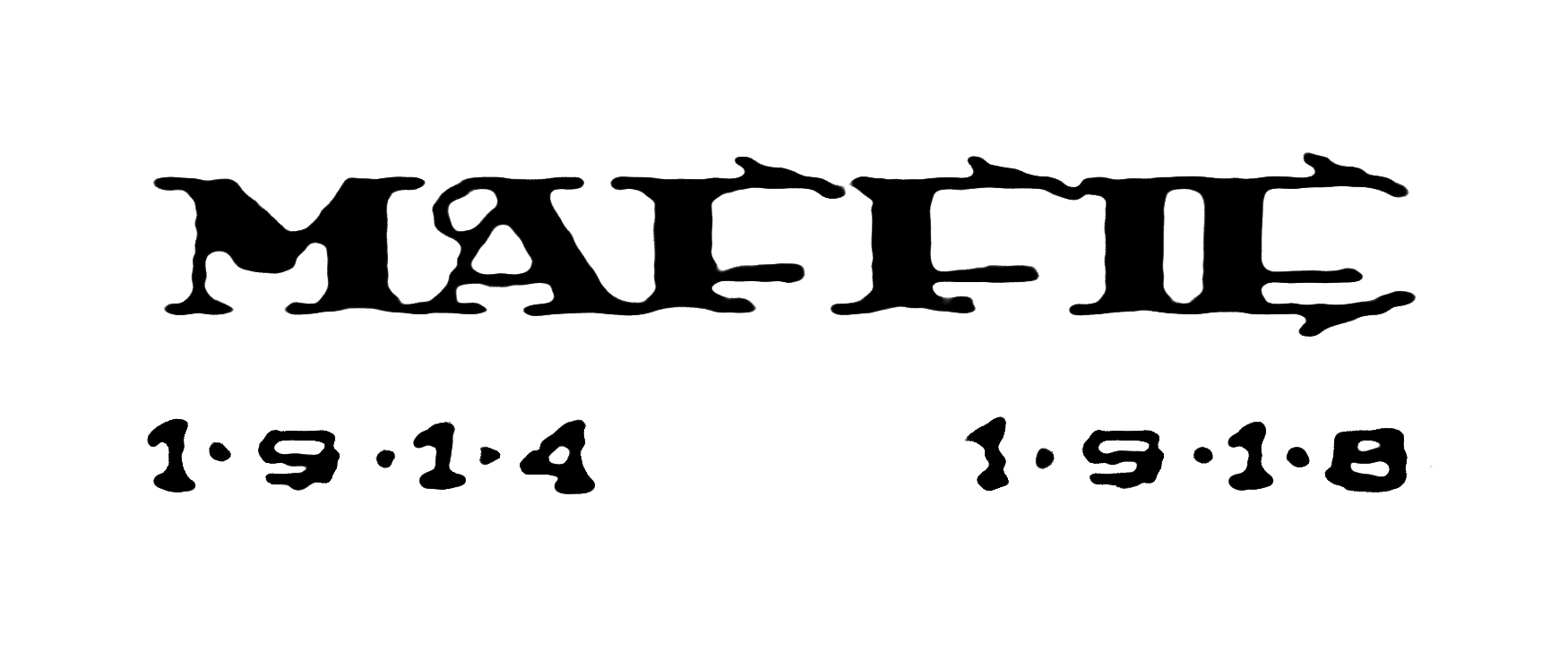
Schriftzug des Namens der Organisation Maffie, wie zur damaligen Zeit stellenweise verwendet

Die Maffie war eine illegale, konspirative Geheimorganisation und der Hauptbestandteil des inneren tschechischen Widerstandes vor und im Ersten Weltkrieg gegen die Herrschaft der Habsburger. Sie setzte sich für die Gründung einer unabhängigen Tschechoslowakei ein und arbeitete eng mit anderen Gruppen und Einrichtungen im Inland und Ausland zusammen.

## Bezeichnung
Als Maffie, nach zeitgenössischer tschechischer Rechtschreibung rückwirkend auch Mafie geschrieben, wurde in Böhmen bereits vor dem Ersten Weltkrieg eine Gruppe bezeichnet, die sich gegen eine fremde Obrigkeit im Sinne einer Verschwörung wandte (so wie in Italien 1848) – dies war der einzige Bezugspunkt zur italienischen Mafia. Schließlich wurde mit diesem Begriff die sogenannte „realistische“ politische Bewegung des späteren Präsidenten Tomáš Garrigue Masaryk bezeichnet, die aufgrund der Repression zunehmend konspirativ gegen die österreichische Monarchie vorging.

## Hintergründe
Die Situation in Böhmen, besonders in Prag, spitzte sich zu Anfang des 20. Jahrhunderts zunehmend zu, nachdem durch das kaiserliche Dekret vom Juli 1913 der Böhmische Landtag de facto suspendiert wurde und nicht mehr tagen durfte. Die politischen Strömungen, das heißt die politischen Parteien, waren sich zu Beginn des Ersten Weltkrieges in ihrer Einschätzung der Monarchie keineswegs einig: Ihre Vorstellungen reichten – als Hoffnung auf eine neue Toleranzpolitik von Karl I. – von einer föderativen Ordnung innerhalb der alten Monarchie bis hin zum Zerfall dieser und zur Unabhängigkeit der Länder, welche dies wünschten, was auch die Hoffnung auf den Sieg der Triple Entente beinhaltete.
Mit dem Kriegsausbruch erstarkte die politische Verfolgung der antiösterreichisch ausgerichteten Kreise: Es kam zu Zeitungsverboten und im September 1914 wurde der Abgeordnete Václav Klofáč verhaftet. Masaryk, der im Dezember 1914 eine Auslandsreise unternahm, entschloss sich im Januar 1915 wegen drohender Verhaftung im Exil zu bleiben; kurz danach, am 4. August 1915 erließ das oberste Kommando der österreichischen Armee einen Haftbefehl gegen Masaryk wegen Hochverrat, Spionage und Verbrechen gegenüber der Staatsmacht.
Im Ausland entwickelte Masaryk, später unterstützt durch Edvard Beneš und Milan Rastislav Štefánik, unter anderem intensive diplomatische Verhandlungen mit Vertretern der Triple Entente sowie dem amerikanischen Präsidenten Woodrow Wilson, die 1918 zur Gründung der Tschechoslowakei führten. Ein Erfolg der Diplomatie im Ausland drohte allerdings in den ersten Monaten durch das Ausbleiben begleitender Aktivitäten in Böhmen selbst auszubleiben. Deshalb wurde auf die Formierung einer illegalen, die Unabhängigkeit anstrebenden Bewegung in Böhmen ein großer Wert gelegt. Diese entstand ab 1915 und ihr wichtigster Bestandteil war die Maffie.

## Geschichte

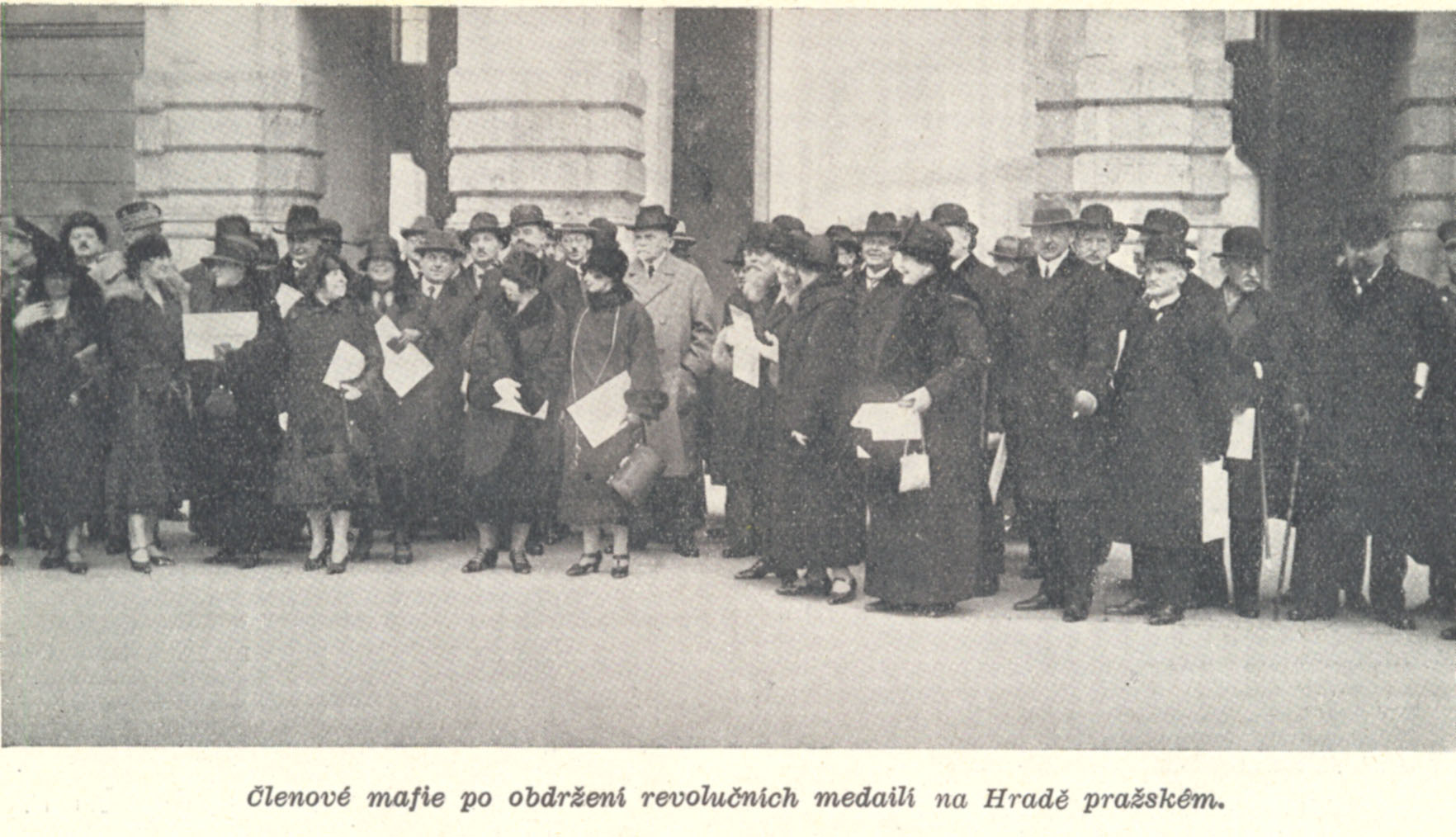
Mitglieder der Maffie 1918

Informelle Kontakte oppositioneller Intellektueller und Politiker gab es bereits Ende 1914. Nachdem Beneš Ende Januar/Anfang Februar 1915 mit Masaryk in Zürich zusammentraf, drängte dieser darauf, ein geheimes Komitee zu bilden, das die nachrichtendienstliche und Untergrundarbeit koordinieren sollte. Beneš intensivierte seine Kontakte zu antiösterreichisch denkenden Politikern, so dass bereits im März 1915 die Organisation mit der Entstehung des Präsidiums als gegründet galt. Das Präsidium setzte sich aus Beneš (der die Gruppe zuerst führte), Karel Kramář, Alois  Rašín, Josef Scheiner und Přemysl Šámal zusammen; nachdem Beneš im September 1915 ebenfalls emigrieren musste, übernahm Šámal die leitende Funktion der Organisation, die bald allgemein Maffie genannt wurde.
Es war vor allem Šámals Verdienst, dass die Maffie eine gut funktionierende konspirative und nachrichtendienstliche Organisation wurde. Es kam zu einigen Verhaftungen, welche auch die Führung betrafen: Im Mai 1915 wurden Kramář und Scheiner verhaftet, im Juli 1915 Rašín. Dennoch gelang es der österreichischen Geheimpolizei nie, das gesamte Netzwerk zu entdecken und zu zerstören. Während der folgenden Prozesse fielen einige Todesurteile, die jedoch in Haftstrafen verwandelt wurden.
In den Reihen der Maffie konnte man Repräsentanten der meisten politischen Strömungen jener Zeit finden. Eine Ausnahme bildeten die christlichen und katholischen Parteien, welche sich vor allem auf die Linderung der infolge des Krieges entstandenen Not mit Eingaben und Deputationen konzentrierten. Die Sozialdemokraten, die zuerst noch auf eine föderative Ordnung im Rahmen der Monarchie setzten, änderten ihre Einstellung und nahmen später an der Arbeit der Maffie teil, unter anderem mit ihren Reichsratsabgeordneten František Soukup, Rudolf Bechyně und Luděk Pik. Während viele Quellen von etwas mehr als 200 aktiven Personen sprechen, behauptet der tschechische Historiker Jan Hálek in seiner Studie über die Maffie, dass es knapp 250 aktive Personen aus hauptsächlich mittleren und höheren sozialen Schichten waren. Unter den Mitgliedern, die aus verschiedenen Parteien stammten oder teils parteilos waren, befanden sich unter anderem die späteren Minister František Soukup und Gustav Habrman, die Politiker Antonín Kalina und Richard Bienert, der Jurist und spätere Generalinspekteur der tschechoslowakischen Armee Josef Scheiner, der Schriftsteller Josef Svatopluk Machar (Scheiners Nachfolger als Generalinspekteur der Armee), der Neurologe Zdeněk Mysliveček usw.

### Aufgaben, Tätigkeit
Die Maffie, die eindeutig antiösterreichische Stellungen einnahm, sah es unter anderem als ihre Aufgabe an, tschechische Politiker von Loyalitätserklärungen abzuhalten. Insbesondere jedoch koordinierte sie die konspirative und nachrichtendienstliche Arbeit während des Kriegs und hielt diesbezüglich enge Kontakte zum Widerstand im Exil. Gerade das Ausspähen von wichtigen Nachrichten in Wiener Ministerien und deren Übergabe ins Ausland, wonach sie an die entsprechenden Stellen der Triple Entente gelangten, wurde als sehr wertvoll betrachtet. Nachrichtendienstlich als besonders erfolgreich gewertet wird speziell die Verbindung der Maffie zu Julius Kovanda, dem Kammerdiener des österreichischen Innenministers Heinold von Udynski, der geheime Akten einschließlich Berichte von der Front nach Hause mitzunehmen pflegte, diese abschrieb und sie dann der Maffie zur Verfügung stellte – und somit auch den Alliierten der Triple Entente.
Außer einem System von Boten im Inneren unterhielt die Maffie ebenfalls ein Botennetzwerk für die Verbindung mit den sich im Ausland befindenden Organen des Widerstandes; zu den Boten zählte, wie gerne kolportiert wird, auch die damals weltberühmte Opernsängerin Ema Destinová.

### Bedeutung
Die Maffie arbeitete mit dem Tschechoslowakischen Nationalrat, entstanden 1916 in Paris als Repräsentanz des Auslandswiderstandes, und mit dem Tschechoslowakischen Nationalausschuss von 1918 in Prag eng zusammen. Der Tschechoslowakische Nationalrat, durch mehrere Regierungen anerkannt, bildete im Oktober 1918 in Paris Regierung, die Vorläufige tschecho-slowakische Regierung, die aus Masaryk, Beneš und Štefánik bestand. In Prag stand dann der Tschechoslowakische Nationalausschuss mit Karel Kramář, Alois Rašín, František Soukup und anderen ebenfalls bereit, die Unabhängigkeit vorzubereiten.
Nachdem jedoch in Prag die Note des österreichischen Außenministers Gyula Andrássy an den Präsidenten Woodrow Wilson bekannt wurde und die Bevölkerung auf die Straßen strömte, trat die Führung der Maffie umgehend aus der Illegalität. Alois Rašín, František Soukup, Jiří Stříbrný, Vavro Šrobár und Antonín Švehla, die später den Beinamen „Männer des 28. Oktober“ („muži 28. října“) erhielten, gründeten ein Nationalkomitee, das die unabhängige Tschechoslowakei am 28. Oktober 1918 ausrief.
Etwa die Hälfte der Aktivisten der Maffie wurde 1918 und in den folgenden Jahren für ihre Widerstandstätigkeit mit der Tschechoslowakischen Revolutionsmedaille ausgezeichnet.